# MCOT HD
 (octobre 2017).
Le contenu est difficilement compréhensible vu les erreurs de traduction, qui sont peut-être dues à l'utilisation d'un logiciel de traduction automatique.
MCOT HD, anciennement Channel 9 et ModerNine TV est une chaîne de télévision thaï en libre accès lancée le 24 juin 1955 et détenue par la Mass Communication Organization of Thailand (MCOT).

## Historique
La chaîne avait initialement pour nom Channel 4. Les tests de transmission furent effectués à partir du 6 septembre 1954 et la diffusion des émissions officielles commença le 24 juin 1955. La chaîne était alors exploitée par la Thai Television Company, fondée en 1952.
En 1974, la chaîne passa de la diffusion en noir et blanc en 525 lignes sur le canal VHF 4 à la diffusion en couleur en 625 lignes sur le canal VHF 9. Le 3 février 1977, la Thai Television Company fut dissoute, et la chaîne, alors nommée Channel 9, fut placée sous le contrôle direct de l'État.
Le 6 novembre 2002, la chaîne fut rebaptisée ModerNine TV.

## Arrêt de la télédiffusion analogique
Le 15 avril 2018 à 18h30, Channel 9 MCOT HD a mis fin à sa première diffusion télévisée analogique à partir de 13 stations de diffusion. Cela affecte le public dans la région de la province de Mae Hong Son. (y compris le district de Mae Sariang), la province de Nan, la province de Tak, la province de Phetchabun, la province de Loei, la province de Sakon Nakhon Province de Mukdahan Province de Sa Kaeo, province de Chumphon, province de Ranong (y compris le district de Takuapa), province de Satun, et le 16 juillet 2018 à 18h30, la Channel 9 MCOT HD a mis fin à la diffusion analogique dans toutes les régions du pays. En arrêtant la diffusion des 23 stations de diffusion restantes, y compris celles de Bangkok, qui ont été les dernières à cesser de diffuser. En effet, le réseau de télédiffusion numérique terrestre de MCOT. fournit déjà des services dans tout le pays. et seule la diffusion numérique sur le canal 30 (haute définition) est laissée seule.

## Identité visuelle

### Général
- 1976 - 1983 L'identité de Channel 9 est un contour blanc. et affichant le nom de l'organisation en tant que MCOT dans l'année 1977 - 1983 sera affiché à l'écran pendant 30 secondes
- 1984 - 1989, logo Channel 9, identique à celui utilisé en 1976
- 1989 - 1992, l'identité de Channel 9 se caractérise par 16 couleurs de subtilité, avec des lettres roses sur le nom.
- 1991 - 1999, l'identité de Channel 9 est une palette de couleurs, 16 couleurs, lettres jaunes

Et en 1999, la station a obtenu le nom du site Web. [www.mcot.net] est le premier et le deuxième site Web de télévision sur Internet après Thai TV5, de sorte que le site Web de la station a été dirigé sous le mot MCOT utilisé dans les années 1999 - 2002 et le logo de la station Toujours en utilisant la même couleur jaune qui était utilisée auparavant. Lorsqu'un programme en direct est diffusé, tel qu'un programme d'informations, etc., il est précédé des lettres LIVE en haut du logo de la station et étiqueté à l'extrême droite. S'il s'agit d'un article général Sera dirigé en bas à droite comme d'habitude Plus tard dans l'année 2002, la station a changé son nom en ModerNine TV et le processus d'affichage du logo de la station sera le même. mais le nom du site Web dirigé sera gris clair et le mot sod ajoutera des programmes à la place. Utilisé jusqu'en mai 2014 et 2015 à l'ère MCOT HD. Jusqu'à octobre 2016 (logo actuel)
- 2015 - octobre 2017, le logo sera en deux dimensions. Une diapositive graphique affichera les deux symboles et le nombre 30 en violet alternativement dans les 30 secondes.
- Novembre 2017 - 2019 Le logo sera 3D, résolution couleur 360, ne glissera que lorsque l'article entrera dans publicité.
- 2019 - présent, le logo actuel que la station s'est fait elle-même

### 24 juin 1955 - 1976
Thaï Télévision Channel 4 (ช่อง 4 บางขุนพรหม) avoir une identité visuelle "Vishchuprapha Devi" signifie une divinité féminine qui est un dieu ou une reine du tonnerre. décoré de nuages et des éclairs dans un cercle, conçu par le Département des Beaux-Arts, Ministère de la Culture (à l'époque) et diffusant des images en noir et blanc Changé en images couleur dans le système VHF vers le début de juin 1974.

Par la suite, la station a annulé l'utilisation de cette identité en 1976 car une nouvelle identité a été utilisée conformément au changement de diffusion dans le système d'image couleur VHF sur le canal 9 dans son intégralité. Le 1er juin 1970

### 1 juin 1970 - 8 avril 1977
Channel 9 Bang Lamphu a son identité en tant que cadre d'un écran de télévision dans une forme d'onde. Sur la gauche, il y a trois couleurs dispersées, rouge, vert, bleu et le chiffre 9, noir, à l'intérieur d'un cercle jaune. qui est à l'extrême droite et a été interrompu en 1983 après la station est déjà devenu une unité de MCOT parce que l'identité a été changée plus tard le 9 avril 1977

### 9 avril 1983 - 6 novembre 2002
Channel 9 M.C.O.T. a son identité en tant que cadre d'un écran de télévision. L'intérieur est divisé en trois lignes courbes. Il y a trois couleurs primaires de lumière, rouge, vert, bleu et le chiffre 9, noir, estampé au centre de l'identité. Tous marchent sur la ligne en blanc. et a une bordure noire à l'extérieur La partie inférieure est marquée des initiales "MCOT" et a été obsolète le 6 novembre 2002 après avoir été déplacée vers l'identité. "ModerNine"

### 6 novembre 2002 - 9 septembre 2015
ModerNine a une identité circulaire Il y a des rayures grises ou grises contrastées. Semblable à la circonférence de la terre, à gauche et à droite se cachent les chiffres violets 9 La partie supérieure a une courbe. gris argent ou gris L'aspect général est similaire aux yeux. La partie inférieure est marquée des initiales "MCOT" (utilisées en 2002 et 2013-2014) ou "MCOT" (utilisées entre 2003 et 2012). Orange avec bordure grise. qui utilise cette identité comme première agence avant la privatisation "Mass Communication Organization of Thailand" est devenue "MCOT Public Company Limited" l'année suivante.
Quant à l'année 2013 - 30 juin 2014, elle fait preuve d'identité. dans le coin inférieur droit de l'écran de télévision. changera la couleur des lignes qui se croisent sur la gauche. et la courbe dans la partie supérieure de l'identité (qui était gris à l'origine) selon la couleur du jour de la semaine (même format que Channel V Thaïlande), en particulier le sabbat s'affichera dans le coin supérieur droit de l'écran du téléviseur. parce que l'ajout de l'image de l'image dorée du Bouddha au-dessus de l'identité et l'image d'un lotus blanc se superposant derrière l'identité Et symbolisent des jours importants tels que le jour de l'an, le Nouvel An chinois, la fête de Songkran, la fête du travail, la fête du sillon sacré, etc.

Par la suite, le 9 septembre 2015, la station a été renommée "Channel 9 MCOT HD", cependant, le logo était toujours utilisé en parallèle avec le nouveau logo, par exemple sur la page du microphone d'actualités de l'agence de presse thaïlandaise. station de radio et les sociétés anonymes des organismes de communication de masse y compris dans certaines publicités de la station et une identité de caractère "O" pour les yeux sans sourcils. dans la chaîne MCOT Family Il a également été utilisé de juin 2014 au 31 décembre 2017.

### 1 mars - 25 avril 2012(identité non utilisée)
Le 1er mars 2012, MCOT a annoncé qu'il changerait le logo. utilisé avec la présentation des actualités à la télévision de Thai News Agency à partir du 25 avril sous les concepts suivants :
- ligne qui tourne autour du centre Représente le contenu qui couvre le monde. voyage rapide autour du monde sous technologie internet entrer dans une relation Depuis les événements qui se produisent dans le monde à la vie de tous les jours et intérêts individuels
- Image appliquée aux lignes du monde entier. Il peut s'agir d'images de l'univers, du ciel, de la ville, de la nature, de la faune, des profondeurs marines, des cellules atomiques ou même de la plus petite unité du corps.
- le point central qui représente le sens du monde même si c'est une planète dans l'univers C'est un lieu de rassemblement pour divers événements. en plus d'être un monde de personnes ayant des intérêts différents
- couleur du centre peut utiliser différentes couleurs en changeant selon l'histoire Mais la couleur principale est le bleu, selon la couleur du monde.
- dans l'espace vide entre la circonférence du globe et le globe Il y a une forme avec le chiffre 9 représentant la façon dont le contenu est présenté. regarder sous différents angles en ce sens que le grand public n'est pas au courant.
- Le sommet perforé du chiffre 9 est un canal qui s'ouvre à travers la coque extérieure dans l'essence. transmet la compréhension de l'incident et analyser les vrais points principaux.

Incidemment, Thai News Agency n'utilise pas réellement ce logo. En raison de l'attaque actuelle par des opposants politiques et certaines personnes.

### 1er avril 2014 - Présent(identité pour la diffusion de la télévision numérique terrestre)
Après que MCOT Public Company Limited ait le droit d'exploiter des chaînes de télévision numériques terrestres Type de service national aux entreprises (Images haute résolution) sur Channel 30 selon la Commission de la radiodiffusion entreprise de télévision Et la Commission nationale des télécommunications (NBTC) autorise le dispositif de convergence (MUX#3) en collaboration avec les National Broadcasting Services of Thailand (MUX#1), Royal Thai Army Radio and Television Station (MUX#2 et #5) et Thai Public Broadcasting Service (MUX#4) pour allouer des ondes. pour la diffusion au plus tôt C'est-à-dire qu'entre le 1er avril et le 19 juin 2014, il s'agissait d'une émission expérimentale qui, le 1er avril de 00h00 à environ 17h30, il y avait un test de barre de couleur avec un bip sonore. et affiche les caractères du nom de la chaîne "MCOT HD" gris argenté translucide Seuls les caractères HD sont inclinés dans le coin supérieur droit de l'écran du téléviseur. et a commencé à tester la diffusion parallèle de 5h30 jusqu'au 20 juin de la même année Ensuite, le format d'image diffusé en analogique passe de 4:3 à 16:9 et en numérique. Les symboles sont affichés comme en analogique, mais avec les mots "MCOT HD" en gris argenté et "HD" en italique, sous le symbole de ModerNine TV. Et aucune barre de données n'a été diffusée depuis  Stock Exchange of Thailand. en numérique jusqu'au 15 mai 2015.

Après 2014, les symboles ont été affichés sur les écrans de télévision des deux chaînes simultanément. mettre donc le logo de ModerNine TV Principalement dans le coin inférieur droit (À partir du 4 décembre à 18h15, en se déplaçant plutôt dans le coin supérieur droit) À côté se trouve le nom de domaine du site Web www.mcot.net en blanc et le symbole MCOT HD dans le format original. Ensuite, à un autre étage, puis à partir du 25 décembre, le format a été repensé en utilisant le logo ModerNine TV comme pièce maîtresse. Dans la partie inférieure à côté des lettres MCOT orange d'origine, les lettres HD sont placées en gris argenté clair et les symboles (sauf le texte) peuvent être déplacés. et dans les chaînes analogiques Commencez à diffuser pleinement le signal vidéo du Channel 9 MCOT HD, pas n'importe quelle partie comme dans la période précédente. Après cela, divers équipements de la station ont été progressivement modifiés pour diffuser plus pleinement en haute définition.

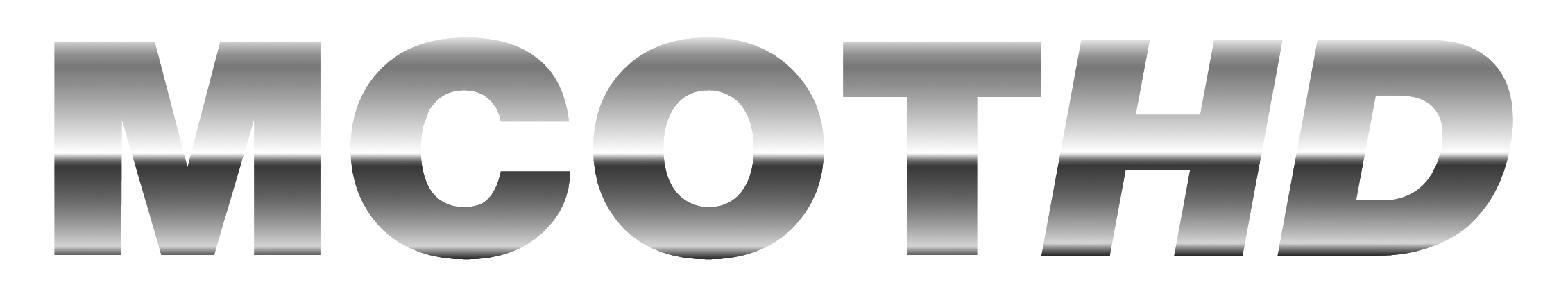

### 9 septembre 2015 - Présent
Channel 9 MCOT HD a une identité qui a été améliorée à partir de la forme de base de l'identité de MCOT Public Company Limited (à l'exclusion des caractères MCOT en bas) par MCOT attribuant à Tomogram Studio la conception de l'identité. La principale différence est Supprimer la courbe supérieure. A laissé seulement un cercle comme un globe, a réduit sa tridimensionnalité à deux dimensions, a changé la ligne dans le coin inférieur gauche. C'est un nouveau style avec des lignes plus fines, toutes soulignées de violet clair. et le fond est blanc Pour le nom de la chaîne MCOT HD, la police est passée à une nouvelle police. en divisant la couleur Divisé en deux parties, MCOT est violet clair. HD est grisé, toute l'image est opaque. À cet égard, l'identité susmentionnée de MCOT Public Company Limited s'applique à la diffusion parallèle. analogique sur le canal 9 et système numérique sur le canal 30.
Plus tard, dans la soirée du 13 octobre 2016, Sa Majesté le Roi Bhumibol Adulyadej est décédé. Son identité a été changée en noir et blanc afin de rendre hommage à toutes les chaînes de télévision du pays jusqu'au 21 janvier 2017, et la couleur a été de nouveau changée en noir et blanc à l'occasion de la Cérémonie royale de crémation de Sa Majesté le Roi Bhumibol Adulyadej A minuit le 1er octobre jusqu'après la fin du journal télévisé à la cour royale lors du journal du soir du 19 octobre de la même année en raison de la Commission de la radiodiffusion entreprise de télévision et la Commission nationale des télécommunications (NBTC) a ordonné de suspendre la diffusion pendant une période de 30 jours (13 octobre - 12 novembre 2016), mais pendant la période du 20 au 31 octobre 2017, il y a eu Ajustement de l'identité à une image dorée pour montrer la loyauté pour Du 13 novembre 2016 au 21 janvier 2017 puis du 13 au 29 octobre de la même année avant d'entrer dans la grille des programmes. coin supérieur droit de l'écran de télévision Il peut y avoir des articles sur l'amélioration de la qualité de vie. développement du pays Encourager les gens à entrer dans le monde de la technologie pour le titulaire de permis d'envisager une détermination supplémentaire appropriée comme prescrit.
Depuis le 1er mai 2017, il existe une identité de modèle 3D similaire au logo actuel comme auparavant. et ajustez la taille de l'identité sur l'écran pour la rendre plus grande et plus visible Depuis le 1er novembre, l'identité du monde est également en trois dimensions.

Fin septembre 2018, l'identité à l'écran a été améliorée pour la rendre plus visible. en adoptant le format d'une chaîne de télévision américaine locale et en réapparaissant sur le nom de domaine du site Web de MCOT après l'arrêt de l'émission vers 2015.

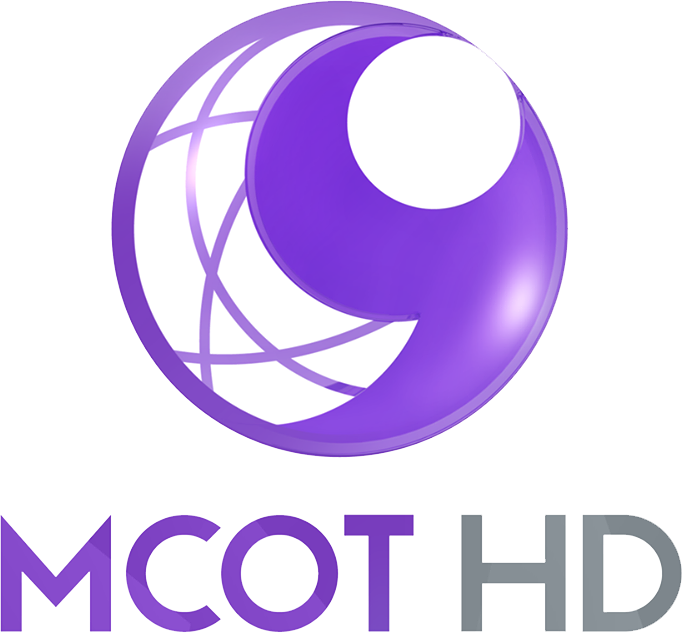
Identité tridimensionnelle (1ère édition) (1er mai 2017–28 septembre 2018)
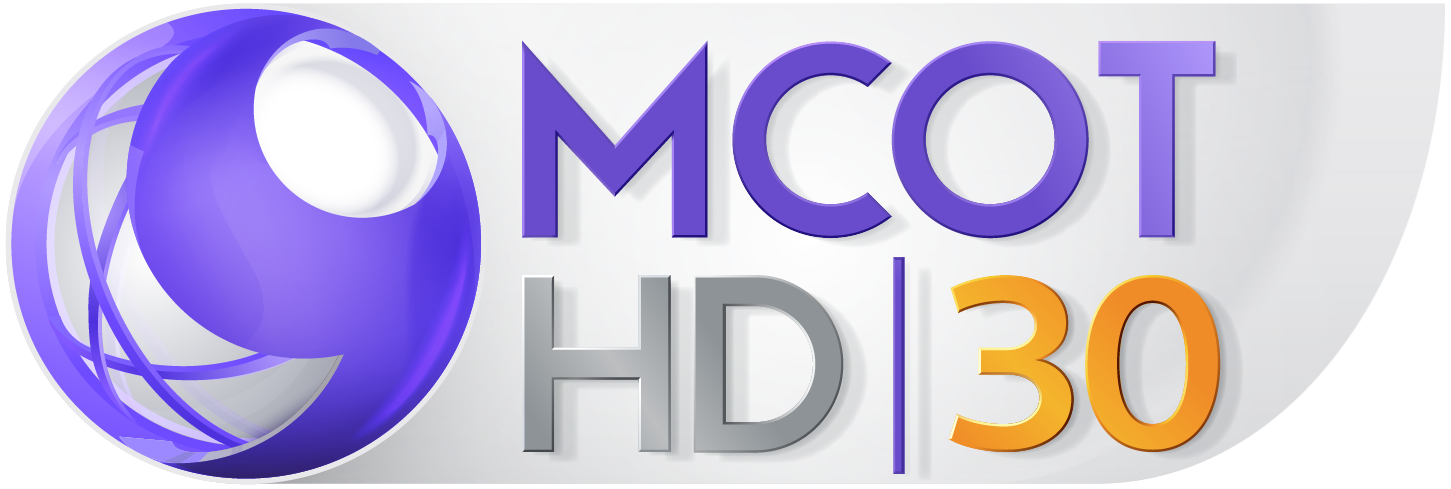
Identité tridimensionnelle (2e édition) 9 MCOT HD 30 (depuis le 29 septembre 2018)